# Haskerland

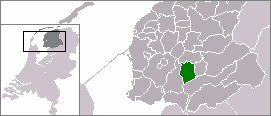
Haskerland tot 1934

Haskerland (Fries: Haskerlân) is een voormalige gemeente in het zuiden van de Nederlandse provincie Friesland met als belangrijkste plaats Joure. De gemeente heeft bestaan tot 1984.
De naam Haskerland verwijst oorspronkelijk naar haske of heesc: een grassoort. Een populairdere verklaring onder de bevolking was echter dat het woord van het Friese haske komt, dat haasje betekent.
In 1934 raakte de gemeente een stuk land ten oosten van het huidige Nijehaske kwijt aan de toen nieuw gevormde gemeente Heerenveen. Het plaatsje Heerenveen was namelijk groot geworden en over de grenzen van drie gemeentes gegroeid. Haskerlands buurgemeente Schoterland ging grotendeels op in deze nieuwe gemeente. Het westelijke deel van die gemeente, met de dorpen Delfstrahuizen, Rohel, Rotsterhaule en Rottum en Sintjohannesga, werd echter bij Haskerland gevoegd.
Na de gemeentelijke herindeling op 1 januari 1984 is Haskerland samen met de gemeente Doniawerstal opgegaan in de nieuwe gemeente Scharsterland (later Skarsterlân). Alleen een klein deel in het zuidwesten met het dorp Delfstrahuizen is toegevoegd aan de gemeente Lemsterland. Op 1 januari 2014 ging de gemeente Skarsterlân op in de nieuw gevormde gemeente De Friese Meren.

## Plaatsen
De gemeente Haskerland bestond in 1983 uit dertien dorpen. De hoofdplaats was Joure. De Nederlandse namen waren de officiële. De plaatsnaamborden in de gemeente waren tweetalig met de Nederlandse naam boven de Friese.
Aantal inwoners per woonkern op 1 januari 1983:
| Nederlandse naam | Friese naam  | Inwoners |
| ---------------- | ------------ | -------- |
| Joure            | De Jouwer    | 10.920   |
| Oudehaske        | Aldehaske    | 1174     |
| Sintjohannesga   | Sint Jansgea | 837      |
| Rottum           | Rottum       | 584      |
| Rotsterhaule     | Rotsterhaule | 567      |
| Haskerhorne      | Haskerhoarne | 435      |
| Delfstrahuizen   | Dolsterhuzen | 400      |
| Vegelinsoord     | Vegelinsoard | 340      |
| Haskerdijken     | Haskerdiken  | 291      |
| Rotstergaast     | Rotstergaast | 221      |
| Rohel            | Reahel       | 144      |
| Nijehaske        | Nijehaske    | 65       |
| Snikzwaag        | Sniksweach   | 63       |

Bron: Provincie Friesland
Een aantal buurtschappen in de gemeente waren: De Polle, Sythuizen, Vierhuis en Zevenbuurt.

## Aangrenzende gemeenten
| Aangrenzende gemeenten | Aangrenzende gemeenten | Aangrenzende gemeenten | Aangrenzende gemeenten | Aangrenzende gemeenten |
| ---------------------- | ---------------------- | ---------------------- | ---------------------- | ---------------------- |
|                        |                        | Utingeradeel           |                        |                        |
|                        |                        |                        |                        |                        |
| Doniawerstal           | Heerenveen             |                        |                        |                        |
|                        |                        |                        |                        |                        |
|                        |                        | Lemsterland            |                        | Weststellingwerf       |

Achtkarspelen · Ameland · Baarderadeel · Barradeel · Bolsward · Dantumadeel · Dokkum · Doniawerstal · Ferwerderadeel · Franeker · Franekeradeel · Gaasterland · Haskerland · Harlingen · Heerenveen · Hemelumer Oldeferd · Hennaarderadeel · Hindeloopen · Het Bildt · Idaarderadeel · IJlst · Kollumerland en Nieuwkruisland · Leeuwarden · Leeuwarderadeel · Lemsterland · Menaldumadeel · Oostdongeradeel · Opsterland · Rauwerderhem · Sloten · Smallingerland · Stavoren · Ooststellingwerf · Weststellingwerf · Schiermonnikoog · Sneek · Terschelling · Tietjerksteradeel · Utingeradeel · Vlieland · Westdongeradeel · Wonseradeel · Workum · Wymbritseradeel
Steden en dorpen · Voormalige gemeenten     Nederland · Provincies · Gemeenten
Aengwirden (1934) · Almenum (1816) · Baarderadeel (1984) · Barradeel (1984) · het Bildt (2018) · Bolsward (2011) · Boornsterhem (2014) · Dokkum (1984) · Dongeradeel (2019) · Doniawerstal (1984) · Ferwerderadeel (2019) · Franeker (1984) · Franekeradeel (1984) · Franekeradeel (2018) · Gaasterland (1984) · Gaasterland-Sloten (2014) · Haskerland (1984) · Hemelumer Oldeferd (1984) · Hennaarderadeel (1984) ·  Hindeloopen (1984) · Idaarderadeel (1984) · IJlst (1984) · Kollumerland en Nieuwkruisland (2019) · Lemsterland (2014) · Leeuwarderadeel (2018) · Littenseradeel (2018) · Menaldumadeel (2018) · Nijefurd (2011) · Oostdongeradeel (1984) · Rauwerderhem (1984) · Schoterland (1934) · Skarsterlân (2014) · Sloten (1984) · Sneek (2011) · Stavoren (1984) · Tjum (1816) · Utingeradeel (1984) · Westdongeradeel (1984) · Wonseradeel (2011) · Workum (1984) · Wymbritseradeel (1984) · Wymbritseradeel (2010)

Grietenij · Kwartieren van Friesland